# Гавриш, Степан Богданович
Степан Богданович Гавриш (род. 2 января 1952 года, с. Олешов Ивано-Франковской области) — украинский политик. Народный депутат Украины III, IV созывов. Согласно биографии с собственного сайта «политик активной центристской либеральной позиции».
Доктор юридических наук (1994), профессор (1996). Академик Академии правовых наук Украины (2004).

## Биография
Окончил с отличием Харьковский юридический институт, судебно-прокурорский факультет, «Правоведение» (1976); аспирантуру по кафедре криминального права Харьковского юридического института (1979), кандидат юридических наук (1980); докторантуру Харьковского юридического института (1992).
- В 1968—1970 годах — ученик токаря, токарь паровозоремонтного завода, г. Ивано-Франковск.
- В 1970—1972 годах — чертежник, техник, старший техник-архитектор Ивано-франковского филиала «Гипромост».
- В 1972—1976 годах — студент Харьковского юридического института.
- В 1976—1979 годах — аспирант Харьковского юридического института.
- В 1979—1984 годах — ассистент, старший преподаватель кафедры уголовного права Харьковского юридического института.
- В 1984—1992 годах — доцент, докторант, профессор кафедры криминального права Харьковского юридического института.
- В 1992—1994 годах — президент юридической аудиторской фирмы «Глобус», г. Харьков.
- В 1994—1998 годах — президент юридической фирмы ЗАО «Инюрполис», г. Харьков.
- В 1995—1998 годах — профессор кафедры криминального права Национальной юридической академии им. Ярослава Мудрого.

С марта 1998 года по апрель 2002 года — народный депутат Украины 3-го созыва, с февраля 2000 года по апрель 2002 года — заместитель председателя Верховной рады Украины.
С апреля 2002 года по март 2005 года — народный депутат Украины 4-го созыва, обран по избирательному округу № 177 в Харьковской области. Работал во фракциях «Демократические инициативы» и Социал-демократической партии Украины (объединённой) (с 2005 года).
На границе 2004—2005 годов был представителем кандидата в президенты Украины на выборах 2004 года Виктора Януковича в Верховном Суде, о чём впоследствии вспоминал: «все могло поменяться — Янукович и мне тогда обещал, что я буду в списке Партии регионов вторым или пятым…»
С 20 апреля 2007 года по 18 января 2008 года советник президента Украины по вопросам конституционного развития.
С 18 января 2008 года по 18 ноября 2011 года — первый заместитель секретаря Совета национальной безопасности и обороны Украины.
О своём назначении впоследствии вспоминал: «В начале января 2008-го мне позвонил президент и предложил пойти работать в Совбез, потому что ему нужен был системный аналитик и организатор, который организовал бы работу аппарата СНБО. А секретарь, по словам Ющенко, должен был заниматься политической работой, которой более чем достаточно в этих условиях».
В январе 2012 года объявил, что пока что собирается оставаться беспартийным.
На выборах 2012 года в Верховную Раду по мажоритарному округу № 176 в Чугуевском районе занял 2-е место, набрав 17,7 % голосов и уступив «регионалу» Дмитрию Шенцеву. На досрочных парламентских выборах в 2014 году также занял по округу 2-е место с 7,45 % голосов, проиграв Дмитрию Шенцеву.

## Высказывания
- «Знаете, чем отличаются крупные интеллектуалы от мелких олигархов? Их не так соблазняет запах и вид денег. Они готовы реализовывать себя, возможно, не за совсем маленькую, но обычную зарплату»[2].
- «Каждый день я начинаю с молитвы, после чего иду в спортзал»[8]
- «Я не уявляю, як відбуватиметься Євро, якщо Луценко та Тимошенко будуть перебувати у тюрмі», — заявил он в феврале 2012 года[9].
- «Генерал Пиночет пригласил во время Чилийского кризиса гениального Фридмана, который повлиял в будущем и на всю мировую экономику своими экономическими „шоками“»[10].
- «я свободный человек. Я занимаюсь глобальными политэкономическими исследованиями, исследую проблемы национальной безопасности, воспитываю двух пацанов»[10].

## Звания и награды
- Награждён орденом «За заслуги» III степени (2000 год)[11], II степени (2002 год)[12], I степени (2004 год).
- Заслуженный юрист Украины (2003).
- Почётная грамота Кабинета министров Украины (2001 год).
- Награждён орденами УПЦ Святого Владимира ІІІ степени (2001 год), Рождества Христова IV степени (2002), а также знаками «Слобожанская слава» (2002 год) и «Харьковчанин XX века» (2002 год).
- Лауреат Всеукраинской программы «Лидеры регионов» (2002 год).
- Почётное отличие Международного фонда юристов (2003 год).